# 78-я пехотная дивизия (Российская империя)
78-я пехотная дивизия — пехотное соединение в составе Русской императорской армии.

## История дивизии
ДВ 1904 году, во время русско-японской войны, взамен ушедших на Дальний Восток войск была развёрнута из резервных бригад 78-я пехотная дивизия. После окончания войны была расформирована.
Вновь была сформирована в июле 1914 года из кадра 42-й пехотной дивизии. Вошла в состав 3-й армии Юго-Западного фронта. 18.09.1914 подчинена командующему формируемой Блокадной армии. Включена в состав 29-го армейского корпуса Юго-Западного фронта. 03.10.1917 назначена к украинизации.

Совершенно исключительной по качеству была 78-я пехотная дивизия, которой командовали генералы Альфтан, Добророльский и Васильев. Укомплектованная запасными гвардии, крепко спаянная превосходным офицерским составом полков и батарей 42-й дивизии, она показала себя в первом же бою у Кросно в наступлении на Львов, одним ударом захватив 25 стрелявших пушек. В февральских боях 1915 года у Стрыя — во Втором Карпатском сражении — она отразила четыре германские дивизии Линзингена. Особенно славными были её майские дела 1915 года на Большом Днестровском болоте. Враг знал имена Овручского, Шацкого, Кременецкого и Васильковского полков, знал и фамилии их командиров и страшился встречи с этой, не дававшей ему спуску, дивизией.
В бою 14 мая у Тержаковского леса 310-й пехотный Шацкий полк шестью ротами разбил внезапной атакой 70-й и 71-й венгерский полки, захватив 28 офицеров, 1300 нижних чинов и 14 пулемётов. 31 мая полк сокрушил пять неприятельских (200-й, 201-й, 202-й, 203-й австрийские и 17-й германский полки), взяв 68 офицеров, 3000 нижних чинов и 26 пулемётов.

В один из следующих дней утомлённый полк, располагаясь на отдых, выставил плакат неприятелю: «Перед вами — Шацкий полк. Советуем оставить нас в покое». За всю ночь австрийцы не дали ни одного выстрела. 15 лет спустя уже в эмиграции, в Белграде, бывший командир Шацкого полка генерал Васильев, предъявляя для льготного проезда свою инвалидную карточку, услышал вопрос контролёра (как оказалось, уроженца Баната, служившего на войне в венгерских войсках): «Не тот ли вы Васильев, что командовал Шацким полком, которого у нас все так боялись..?»— А. А. Керсновский. История Русской армии
78-я артиллерийская бригада сформирована в июле 1914 года по мобилизации в Бердичеве из кадра, выделенного 42-й артиллерийской бригадой.
Дивизия - участница Рава-Русской операции 1914 г. Действовала в ходе Заднестровской операции 26 апреля — 2 мая 1915 г. Отличилась в ходе Журавненского сражения в конце мая - начале июня 1915 г. Дивизия — активная участница Наревской операции 10 — 20 июля 1915 года.
К январю 1918 года дивизия с приданной артиллерийской бригадой, находившиеся в составе 26-го армейского корпуса 9-й армии, были украинизированы.

## Состав дивизии
- 1-я бригада
  - 309-й Овручский пехотный полк
  - 310-й Шацкий пехотный полк
- 2-я бригада
  - 311-й Кременецкий пехотный полк
  - 312-й Васильковский пехотный полк
- 78-я артиллерийская бригада

## Командование дивизии

### Начальники дивизии
1-го формирования:
- с 1904 — генерал-лейтенант Лисовский, Валериан Яковлевич

2-го формирования:
- 19.07.1914 — 03.06.1915 — генерал-майор (с 1915 генерал-лейтенант) Альфтан, Владимир Алексеевич
- 03.06.1915 — 17.07.1917 — генерал-лейтенант Добророльский, Сергей Константинович
- 07.09.1917 — xx.xx.1917 — генерал-майор Меньшов, Орест Владимирович
- до хх.11.1917 — 11.01.1918 — генерал-майор Заболотный, Аркадий Моисеевич

### Начальники штаба дивизии
- 14.09.1914 — после 01.01.1916 — подполковник (с 15.06.1915 полковник) Соколов, Лев Корнильевич
- 15.04.1916 — после 03.01.1917 — подполковник (с 06.12.1916 полковник) Окерман, Виктор Вильгельмович
- 1917 — капитан (с 15.08.1917 подполковник) Подгурский, Сергей Феофанович

### Командиры бригады
- 29.07.1914 — 26.04.1916 — генерал-майор Абжолтовский, Николай Адольфович
- полковник (с 15.04.1917 — генерал-майор) Васильев, Михаил Александрович

### Командиры 2-й бригады
- 05.07.1915 — хх.хх.хххх — генерал-майор Лосьев, Михаил Петрович

### Командиры 78-й артиллерийской бригады
- 25.07.1914 — после 10.07.1916 — полковник (с 3.03.1916 — генерал-майор) Лукин, Иван Евграфович

## Люди служившие в дивизии
- Петровский, Степан Фёдорович